# Miejskie Przedsiębiorstwo Komunikacyjne Lublin

Rete filoviaria MPK a Lublino 5.05 2008

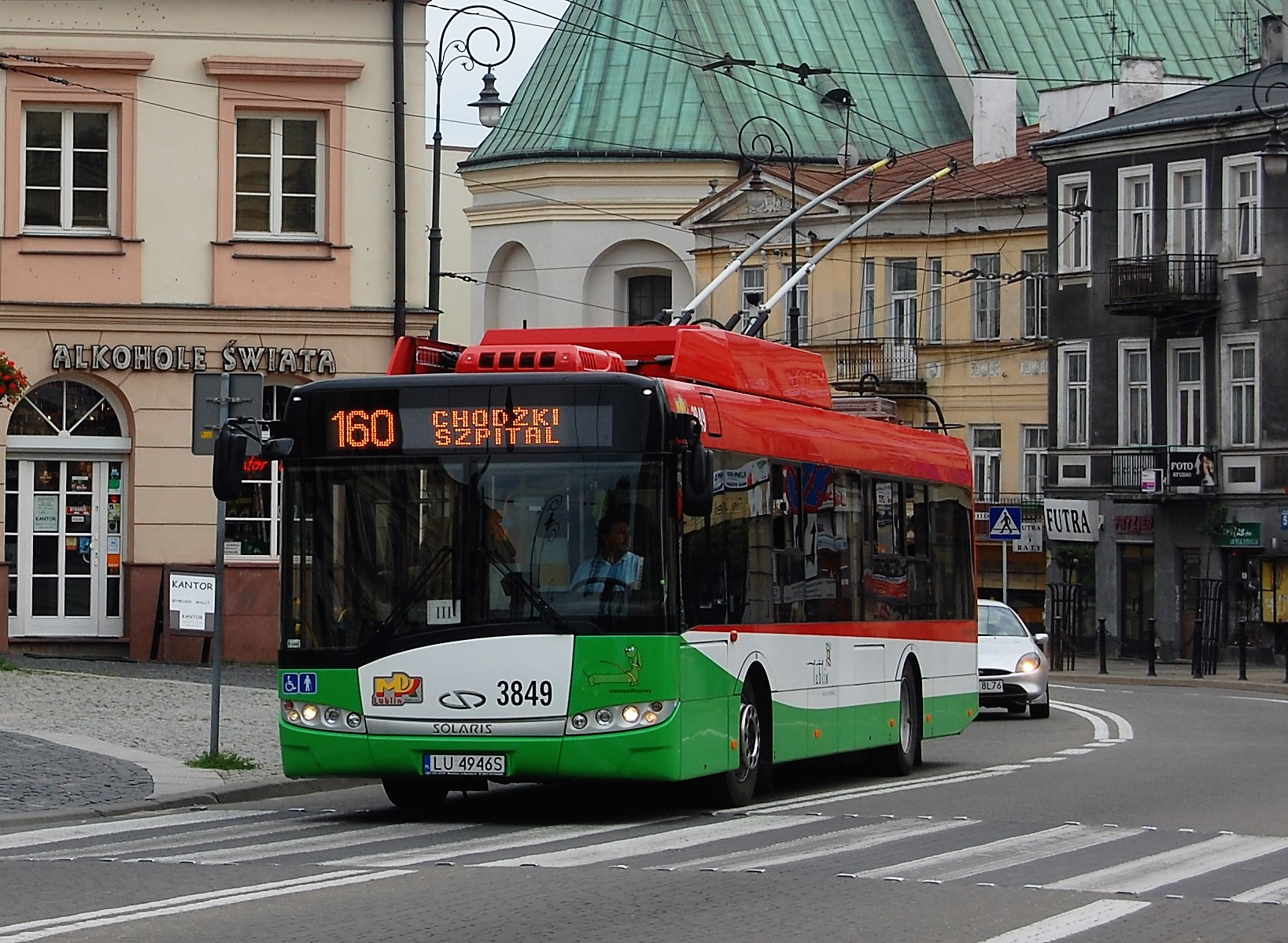
MPK Filobus Solaris a Lublino

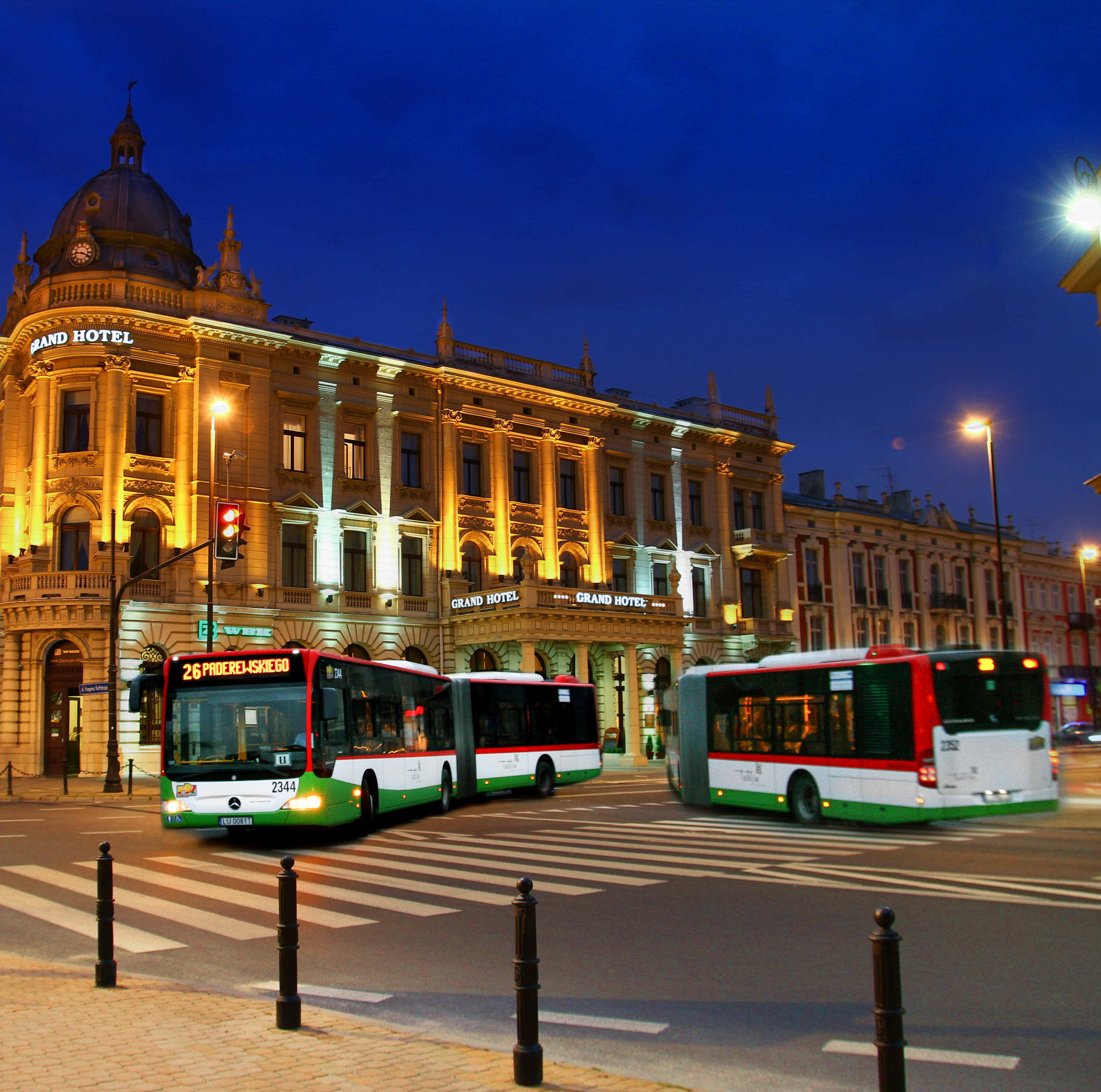
MPK Mercedes Citaro, il modello più usato dall'MPK Lublin

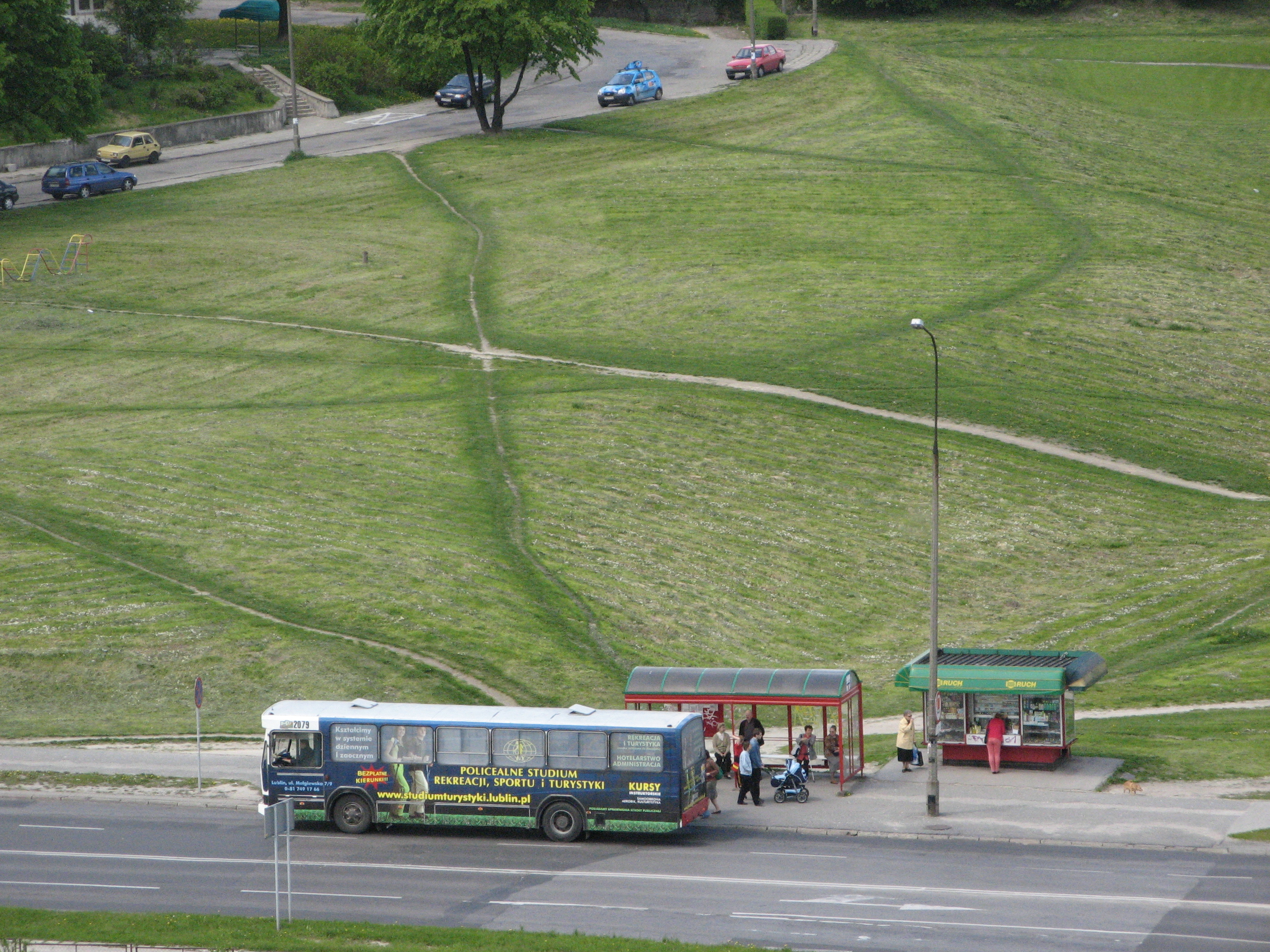
MPK: autobus Jelcz n. 2079 in via Lwowska a Lublino

MPK Lublin, forma abbreviata di "Miejskie Przedsiębiorstwo Komunikacyjne", è l'operatore che svolge il servizio di trasporto pubblico urbano nella città di Lublino, in Polonia.

## Esercizio
L'MPK Lublin gestisce circa cinquanta autolinee e solo otto filovie.

## Parco aziendale
Autobus e filobus in dotazione all'azienda che erano in gran parte a marchio "Jelcz", sono stati quasi completamente rimpiazzati dai modelli più moderni della "Solaris".

## Conservazione
Presso il deposito aziendale è stato allestito un ecomuseo allo scopo di preservare vecchi modelli di autobus, filobus e rimorchi filoviari.